# Крюково (Пензенская область)
Крю́ково — село в Белинском районе Пензенской области России. Входит в состав Лермонтовского сельсовета.

## География
Село находится на берегу реки Марарайка, на расстоянии 10 км к северо-востоку от города Белинский, административного центра района.

### Часовой пояс
Село Крюково, как и вся Пензенская область, находится в часовой зоне МСК (московское время). Смещение применяемого времени относительно UTC составляет +3:00.

## История
Село впервые упоминается в 1719 году в составе Ключевской волости Чембарского уезда. В советское время действовали правление колхоза «Комбинат», центральная усадьба колхоза имени Мичурина, центральная усадьба колхоза «Возрождение». До 2010 года село являлось административным центром упразднённого Аргамаковского сельсовета.

## Население
| 1747 | 1864  | 1877  | 1897  | 1911  | 1926  | 1930  |
| ---- | ----- | ----- | ----- | ----- | ----- | ----- |
| 476  | ↗1242 | ↗2331 | ↘1913 | ↗2160 | ↗2521 | ↘2516 |
| 1951 | 1959  | 1979  | 1989  | 1996  | 2002  | 2010  |
| ↘702 | ↘555  | ↘436  | ↗463  | ↘459  | ↘439  | ↘392  |

## Известные уроженцы
- Будеркин, Пётр Васильевич (1924—2004) — советский хозяйственный деятель, Герой Социалистического Труда.
- Карягин, Иван Иванович (1894—1966) — советский ботаник, флорист и биогеограф.
- Лескин, Анатолий Степанович (1935—2013) — советский и российский врач-хирург. Заслуженный врач РСФСР.
- Рысин, Александр Николаевич (1928—2014) — советский военный деятель, полковник.